# Erik Ullenhag

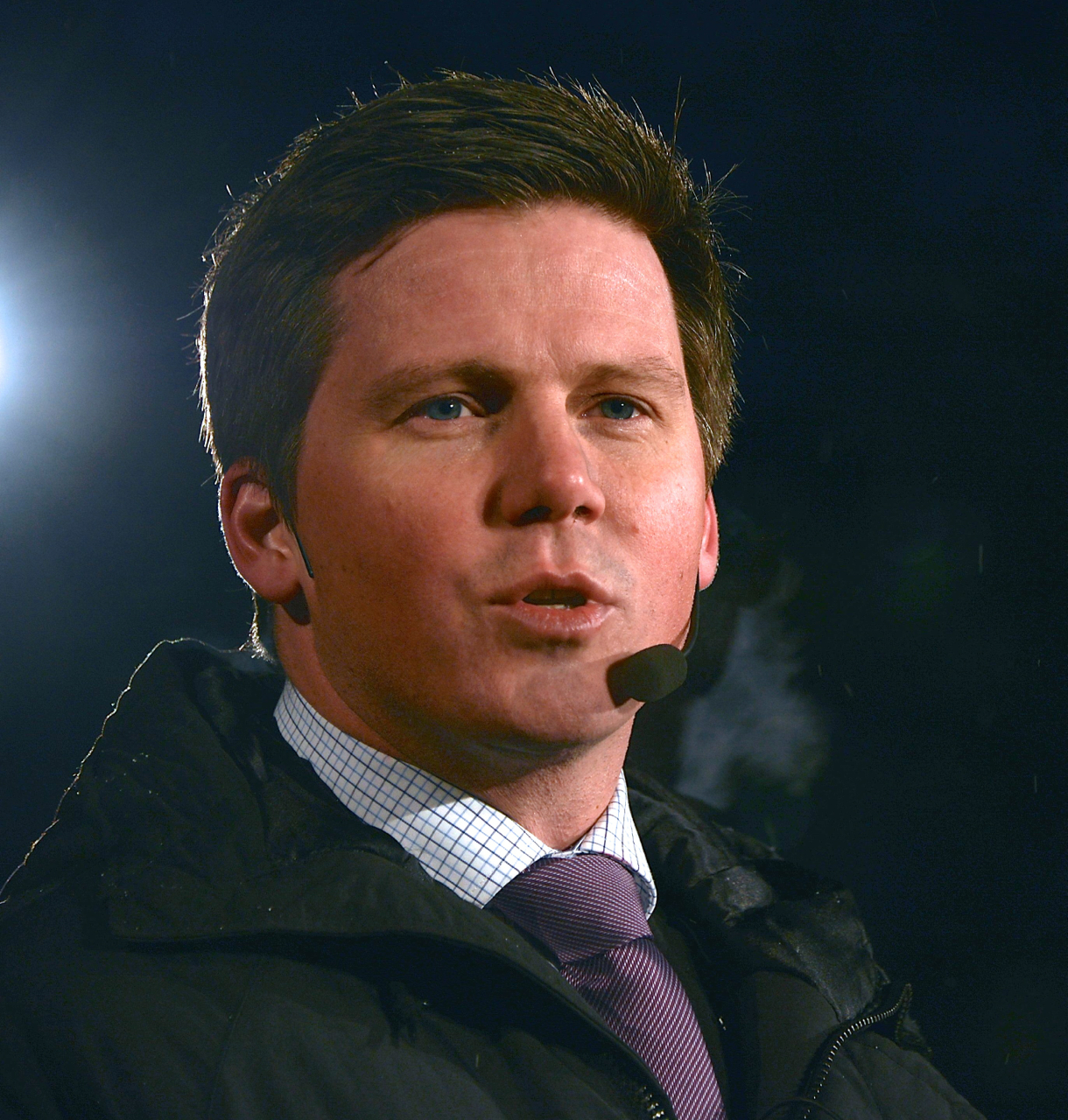
Integrationsminister Erik Ullenhag (2013)

Erik Jörgen Carl Ullenhag (* 20. Juli 1972 in Uppsala) ist ein schwedischer Politiker der Liberalerna (L, dt. Die Liberalen) und war vom 5. Oktober 2010 bis 3. Oktober 2014 Integrationsminister in der Regierung Fredrik Reinfeldt.

## Lebenslauf
Erik Ullenhag wurde 1972 in Uppsala geboren. Er studierte 1992 ein Jahr lang Politikwissenschaft an der Universität Uppsala. 1993 studierte er ein Jahr lang Französisch an der Universität Marseille und 1996 an der Minnesota Law School in den USA. 1998 erlangte er den Master der Rechtswissenschaften an der Universität Uppsala. 2002 schloss er außerdem eine kaufmännische Ausbildung ab.
Von 1989 bis 2002 war Ullenhag Mitglied des Stadtrats von Uppsala. Er leistete seinen Militärdienst 1992 als Sanitäter und arbeitete von 1993 bis 1997 in Teilzeit bei einer Arbeitslosenversicherung. Zwischen 1997 und 1999 war Ullenhag Präsident des Liberala Ungdomsförbundet, der Jungpartei der liberalen Volkspartei. 1999 arbeitete er zudem im Parteibüro der liberalen Volkspartei. Von 1999 bis 2001 war Erik Ullenhag Gerichtsschreiber am Bezirksgericht Linköping und von 2001 bis 2002 arbeitete er als Sekretär im Außendepartement Schwedens. 2002 wurde er in den schwedischen Reichstag gewählt und war dort unter anderem Mitglied des Ausschusses für neue Arbeitszeit- und Urlaubsmodelle. 2002 bis 2006 war er zudem Präsident der lokalen Volkspartei von Uppsala. Von 2006 bis 2010 war Ullenhag Mitglied der Parteiführung der Folkspartiet liberalerna und von 2009 bis 2010 noch einmal Abgeordneter des Reichstags. Seit 2010 ist Ullenhag stellvertretender Vorsitzer der liberalen Volkspartei. In den Jahren 2010 bis 2014 war er Integrationsminister im Arbeitsministerium der Regierung Fredrik Reinfeldt.